# Pollia papuana
Pollia papuana là một loài thực vật có hoa trong họ Commelinaceae. Loài này được Ridl. miêu tả khoa học đầu tiên năm 1916.